# Reggimento "Cavalleggeri di Lodi" (15º)
Il Reggimento "Cavalleggeri di Lodi"  è un reggimento dell'arma di cavalleria dell'Esercito italiano. Oggi appartiene alla specialità "cavalleria di linea"; attualmente è inquadrato nella Brigata meccanizzata "Pinerolo" di cui costituisce la pedina esplorante.
Fu un reggimento di cavalleria dell'Armata Sarda del Regno di Sardegna prima, e del Regio Esercito poi. Si distinse durante la presa di Roma e nella battaglia di Zanzur, avvenuta durante la guerra italo turca. Nel corso della prima guerra mondiale partecipò alla campagna di Macedonia e alla sesta battaglia dell'Isonzo, ma al termine del conflitto fu sciolto. Ricostituito nel corso della seconda guerra mondiale come Raggruppamento Esplorante Corazzato (R.E.Co.) "Cavalleggeri di Lodi", fu intensamente impiegato durante la campagna di Tunisia e, poi, nel corso dell'operazione Husky. Nel 1952 l'Esercito Italiano ricostituì il reparto, dapprima come squadrone, poi trasformato in successione in Gruppo Esplorante, Gruppo Squadroni Esplorante (G.E.D.), Gruppo Squadroni e infine nuovamente elevato a Reggimento. Dopo aver partecipato alla missione in Libano fu sciolto nell'ottobre 1995. Il suo stendardo, decorato con tre Medaglie d'argento al valor militare e con la Medaglia di bronzo al valor civile, venne trasferito al Sacrario delle Bandiere al Vittoriano, Roma.
Il 10 dicembre 2019 lo stendardo lasciò il Vittoriano per essere trasferito a Lecce dove il Reggimento "Cavalleggeri di Lodi" (15°) viene ricostituito il 10 gennaio 2020 nell'ambito della Brigata meccanizzata "Pinerolo" per trasformazione del 31º Reggimento carri.

## Storia

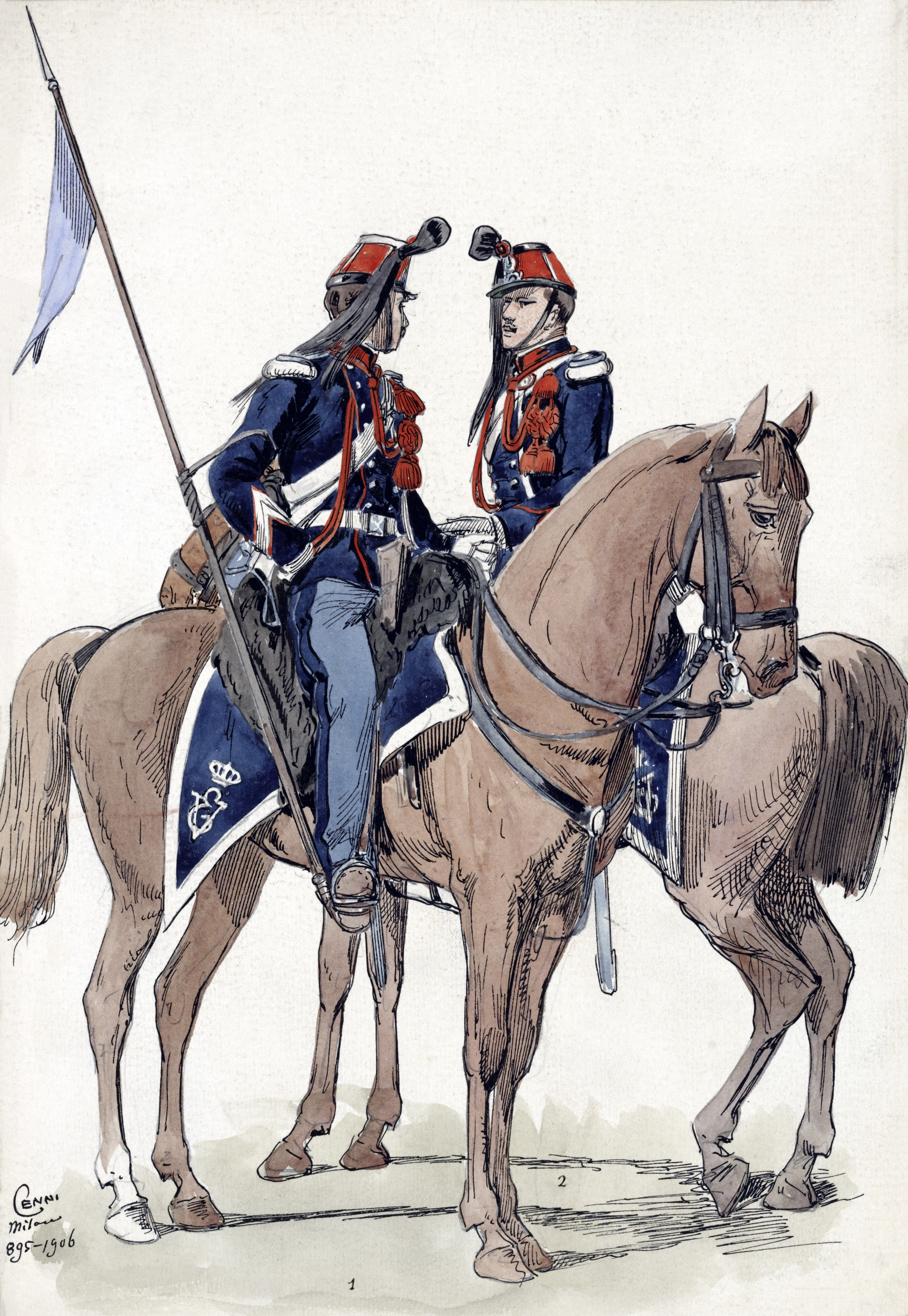
Sottufficiale e soldato del Reggimento "Cavalleggeri di Lodi" tra 1861 e 1870

Dopo la fine della seconda guerra d’indipendenza, che terminò con l’annessione al Regno di Sardegna della Lombardia, Paolo Griffini, eroe della Cavalleria piemontese decorato con la Medaglia d'oro al valor militare, chiese insistentemente al re Vittorio Emanuele II che il nome della sua città natale fosse assegnato a uno dei nuovi reggimenti di cavalleria allora in fase di nuova costituzione.
La costituzione del Reggimento fu formalizzata con Regio Decreto 25 agosto 1859, che stabilì che il reparto fosse composto da uno Stato maggiore, quattro squadroni attivi e uno deposito, secondo le tabelle organiche annesse al Regio Decreto dell’11 marzo 1852, e assumesse il nome di “Cavalleggeri di Lodi”.
Il reparto fu ufficialmente costituito il 16 settembre ad Alessandria, inquadrando elementi lombardi provenienti dallo sconfitto Esercito austriaco, a uomini appartenenti al 3º squadrone del "Nizza Cavalleria", del 1° "Cavallereggi di Saluzzo" e del 4° "Cavallereggi di Alessandria", per una forza complessiva di 24 ufficiali, 515 uomini e 358 cavalli. Primo comandante fu nominato il maggiore Giacinto Felice Manuel di San Giovanni.
La circolare nº 77 del 13 ottobre 1859 firmata dal Ministro della Guerra Alfonso La Marmora, ne specificò l’uniforme e l’armamento. Il nuovo reggimento fu inizialmente mandato a Saluzzo, da dove si trasferì a Chambéry, capitale della Savoia, il 24 novembre successivo. In seguito alla cessione della regione alla Francia, il reggimento rientrò in Italia, raggiungendo Vercelli il 6 aprile 1861, mentre lo squadrone deposito raggiunse Lodi il 17 dello stesso mese, insieme al nuovo comandante, il tenente colonnello Carlo Vicario di San Agabio.
A partire dal 30 gennaio 1863 il reggimento viene trasferito nel sud Italia, per essere impiegato in attività di repressione del brigantaggio, prendendo posizione ad Aversa a partire dal 10 marzo dello stesso anno. Le operazioni militari iniziarono il 27 aprile da Campobasso, e il primo scontro avvenne il 5 ottobre quando il 1º Squadrone si scontrò con la banda del Brigante Michele Caruso a Masseria Francavilla, ma i malviventi riuscirono a fuggire dopo un violento scontro. Il 21 febbraio 1864 il 1º Squadrone si scontrò con una numerosa banda di malviventi a Torre Oppido, in provincia di Bari, e il 9 luglio con la banda di Carmine Crocco, al secolo Carmine Donatelli, a Canestrelli Ofanto che causò un notevole numero di perdite tra i briganti.
All’inizio del maggio 1866 il Reggimento partì per il nord Italia in vista delle operazioni belliche contro l’Austria-Ungheria, schierandosi a Ferrara. Il 23 giugno il reggimento iniziò le operazioni belliche, che a fasi alterne, terminarono con il trattato di pace firmato il 3 ottobre che vide il reggimento riunire i suoi reparti a San Quirino. Nel gennaio 1867 il reggimento stabilì la sua sede a Vicenza, trasferendosi poi, l’11 luglio 1869, a Bologna. Nel settembre 1870 il reggimento partecipò all’invasione dello Stato Pontificio, entrando a Roma il 20 settembre dello stesso mese.
Rientrato nella sede di Bologna, con Regio Decreto del 10 settembre 1871 la forza del reggimento aumentò a 49 ufficiali, 1.014 uomini con 748 cavalli. L’8 agosto 1900 un reparto di formazione su due squadroni partecipò a Milano ai funerali di Re Umberto I, assassinato a Monza il 29 luglio precedente.
A partire dal 15 agosto 1911 il 1º e il 3º squadrone sbarcarono a Tripoli, in Libia, per partecipare alla guerra con i turchi, accampandosi successivamente nell’oasi di Henni Bu-Meliana per entrare in combattimento nella notte tra il 25 e il 26 ottobre. Per il coraggio dimostrato nel corso dell’azione, il tenente Paolo Solaroli di Briona fu decorato con la Medaglia d'oro al valor militare alla memoria. L’8 giugno 1912 il reggimento prese parte alla vittoriosa battaglia di Zanzur. Il 20 settembre, durante il combattimento di Sidi-Bilal, cade colpito a morto il comandante il maggiore Giuseppe De Dominicis che fu decorato con la Medaglia d'argento al valor militare alla memoria.
Dopo la fine ufficiale della guerra i reparti del reggimento presero parte alle operazioni di controguerriglia, e il 23 ottobre, 1912 durante il combattimento di Monterus Nero gli squadroni caricarono insieme allo Squadrone "Savari libici" contro formazioni arabe che avevano accerchiato una colonna italiana, formata dalla 1ª Divisione al comando del generale Clemente Lequio di Assaba. Per questa azione la bandiera del reggimento fu decorata con la seconda Medaglia d’argento al valor militare, mentre il comandante dei reparti, maggiore Roberto Brussi fu decorato con la Croce di Cavaliere dell’Ordine militare di Savoia.

### Prima guerra mondiale
Nel corso del 1914 il mezzo reggimento rientrò in Italia, ma poco dopo il 1º Squadrone fu nuovamente inviato in Libia. All’atto dell’entrata in guerra dell’Italia, avvenuta il 24 maggio 1915, il reggimento lasciò la guarnigione di Napoli per raggiungere la zona di operazioni il 1º giugno successivo. Il 24 maggio 1916 alcuni squadroni furono trasferiti in Albania, in forza alla 38ª Divisione, per combattere contro le truppe austro-ungariche nel settore del Vojussa. mentre altri reparti si distinsero nell'occupazione di Gorizia. Nel 1918 il 7º e 8º Squadrone furono trasferiti sul fronte francese con compiti di collegamenti, i reparti si schierarono a cavallo della valle dell’Ardre, tra Reims e la Marna.
Nel settore dei Balcani alcuni reparti presero parte, in forza alla 35ª Divisione, all’occupazione della Bulgaria avvenuta a partire dall’ottobre 1918, rimanendovi come forza di occupazione fino all’anno successivo. Una volta rientrati in patria tutti i reparti, in seguito al riordinamento dell’esercito il reggimento fu ufficialmente sciolto il 20 aprile 1920.

### Seconda guerra mondiale
Lo scoppio della seconda guerra mondiale vedeva in linea generale le forze armate italiane notevolmente distanziate sul piano tecnologico rispetto agli eserciti alleati.
In particolare l'arma di cavalleria, afflitta da mille remore conservatrici che nel ventennio tra le due guerre ne impedirono la meccanizzazione, entrava in guerra con le proprie unità ancora "a cavallo", cioè con armamento, addestramento, ordinamento e capacità complessive del tutto inadeguate rispetto alle esigenze della guerra meccanizzata. Con l'esclusione di alcuni reparti corazzati che vennero costituiti nei primi anni di guerra e impiegati autonomamente distaccati dai reggimenti cui solo nominalmente appartenevano, il grosso della cavalleria preferì conservare le proprie caratteristiche tradizionali benché ormai fosse chiaro a tutti che erano del tutto obsolete. La riconversione di un paio di reggimenti di cavalleria in unità corazzate avvenne infatti con incolmabile ritardo e non poterono risultare impiegabili se non agli inizi del 1943. Lodi fu fra i reggimenti di cavaleria designati ad assumere fisionomina meccanizzata.
A 22 anni di distanza dal suo scioglimento, il reggimento venne dunque ricostituito su mezzi meccanici, presso la Scuola di cavalleria di Pinerolo il 15 febbraio 1942 con la denominazione di Raggruppamento Esplorante Corazzato (R.E.Co.) "Cavalleggeri di Lodi" al comando del colonnello Tommaso Lequio di Assaba. con circolare 0024320, del 17 gennaio 1942  La sede del comando era ad Abbadia Alpina e i reparti a Cumiana, a Bricherasio, a San Secondo e a Osasco. Al primo nucleo formativo il "I Gruppo A di Savoia Cavalleria" al completo, che era nella zona di Pontinia, agli ordini del maggiore principe Vitaliano Borromeo Arese, impiegato in difesa costiera, con 4 squadroni e un plotone comando, con maggioranza di cavalieri lombardi, gli fu affiancato il "Gruppo corazzato di addestramento" della Scuola di cavalleria, dislocato a None, agli ordini del maggiore Ettore Bocchini Padiglione. i reparti vennero completati con elementi tratti da tutti i reggimenti e dalla Scuola, con prevalenza di coloro che avessero frequentato corsi di addestramento per autoblindo; Il "Nizza" Cavalleria cedette effettivi di 3 squadroni già bene addestrati e costituì, al proprio deposito, quello del "Lodi".
La formazione del R.E.Co era la seguente:
- comando
- squadrone comando
- I Gruppo
  - 1º Squadrone autoblindo
  - 2º Squadrone motociclisti
  - 3º Squadrone carri L-6/40[32]
- II Gruppo
  - Squadrone motociclisti
  - Squadrone carri L6/40
  - Squadrone contraerei da 20 mm
  - Squadrone semoventi controcarro L40 da 47/32

Il 15 aprile, con la circolare 0030850/3 del 9 aprile, dello Stato maggiore del Regio Esercito, venne assegnato un Gruppo semovente da 75/18, su 2 batterie. In primavera il R.E.Co. venne inviato nella zona di Pordenone, a disposizione dell'8ª Armata, in attesa di partire per il fronte russo, nell'estate nella zona di Savona, a disposizione della 10ª Divisione fanteria "Piave" per partecipare all'eventuale occupazione della riviera mediterranea francese e nel settembre, per l'ordine 081630/307, del 19 settembre, dello Stato maggiore, ebbe, come destinazione l'Africa settentrionale, presso il XX Corpo d'armata di manovra, per la difesa del Sahara libico e venne inviato ai porti d'imbarco.
In un primo tempo, però, giunse in Africa solo il materiale dello squadrone carri L 6/40, col personale trasferito in volo, che venne destinato nell'Oasi di Giofra, in quanto gli altri convogli vennero attaccati duramente durante la traversata, causando la perdita di tutti i mezzi dello squadrone semoventi da 47/32 e lo squadrone carri non poté partire che molto più tardi, dopo che i carri vennero sostituiti da autoblindo AB41 e raggiunse il R.E.C.O. alla fine del ciclo operativo, mentre un'altra nave venne dirottata a Corfù, giungendo solo a metà novembre a Tripoli. Tutto il rimanente personale, avviato per via aerea tra il 20 e il 25 novembre, in partenza dagli aeroporti di Sciacca e di Castelvetrano, venne attaccato da aerei da caccia americana ed ebbe fortissime perdite.
Nel momento che le prime aliquote del R.E.Co. raggiunsero Tripoli il 21 novembre 1942 vi era stato lo sbarco degli Anglo-Americani in Africa settentrionale francese e a quel punto il compito del R.E.Co. diveniva, in luogo della difesa del Sahara libico, diveniva l’occupazione e la difesa della Tunisia e una volta riuniti i reparti arrivati alla spicciolata il reggimento partì alla volta della Tunisia.
Il 24 novembre, lasciata Tripoli, i reparti del R.E.Co. raggiunsero Gabès, già occupata, occupando poi, il 25 novembre, Médenine dove venne lasciato il comando del I Gruppo, col 2º squadrone motociclisti, un plotone del quale era rimasto a Tripoli, per rimettersi in efficienza, e un plotone armi controcarro, mentre il 1º squadrone motociclisti, lo squadrone autoblindo e lo squadrone cannoni contraerei proseguirono per Gabes, subendo, durante la marcia, delle perdite a causa di attacchi aerei alleati.
Il reggimento era così frazionato: elementi a Gabes, con il colonnello Lequio, il grosso del I Gruppo nel sud tunisino tutti con la divisione "Centauro", lo squadrone carri L 6/40 nel sud libico, con il Raggruppamento sahariano "Mannerini" e un'aliquota ancora in Italia.
I reggimenti della Divisione corazzata "Centauro" presero parte battaglia di Tebourba, in cui durante le fasi finali vennero schierati, insieme alla 1ª Divisione fanteria "Superga" nel settore di Gafsa-el Guettar. Il 27 novembre, per ordine del generale tedesco Nehring tutto il settore di Gabes, coi distaccamenti di Médenine e di Fountatuine sulla provenienza dal Sahara, era stato affidato al colonnello Lequio, che doveva spingersi sino a Kébili, per controllare le comunicazioni che, da ovest, attraversano la regione degli Chotts. Nella zona di Gabes i reparti del "Lodi" con il colonnallo Lequio (comando 10 squadrone motociclisti, squadrone autoblindo e squadrone. contraerei) compirono esplorazioni nella zona a sud e a nord dello Chott el Fejej e servizi di scorta alle colonne tra Gabès e Sfax, strada minacciata da puntate nemiche, concorrendo poi all'occupazione di Oudref-Achichina-El Hafay, intesa a migliorare la situazione di Gabes. Il I Gruppo squadroni rinforzato da due compagnie del LX Battaglione mitraglieri, autocarrato e da sezione mobile d'artiglieria da 76/30, presidiava Medenine e Foum Tatahouine, occupando la stretta di Ksar El Hallauf, esplorando le montagne di Ksour e invia pattuglie motociclisti sino a Kebili, dove venne ucciso il tenente Fontana in uno scontro con una banda di meharisti algerini, comandati da ufficiali francesi dissidenti; il 9 dicembre viene occupata Kebili con un Gruppo tattico costituito da un plotone dello squadrone autoblindo, un plotone carri L 6/40, da due plotoni contraerei da 20 mm, dalla sezione mobile d'artiglieria e dalle due compagnie mitraglieri, seguiti, due giorni dopo, dal 2º squadrone autoblindo, per rinforzare il presidio e per estendere l'occupazione sino a Douz, mettendo così sotto controllo tutto il territorio del Caidato di Nefzouna; comandante dell'avanguardia era il sottotenente Gianni Agnelli del plotone autoblindo, proposto, poi, per ricompensa al valor militare. Per tutto il periodo dicembre 1942-gennaio 1943 il I Gruppo, lontano oltre 50chilometri dalla base, in zona ostile, continuò intense operazioni di tutta la zona dei grandi Chotts e dei territori del sud ovest, in un terreno difficile, procurando sempre precise informazioni sul nemico.
Lo squadrone carri L 6/40 della zona di Giofra e poi di Hon, il 18 dicembre 1942 ricevette ordine, dal Comando del Sahara libico, di portarsi a Sebha, dove passò ai suoi ordini, costituendo tatticamente il Nucleo automobilistico del Sahara libico, con 10 autoblindo.  Il 4 gennaio 1943 iniziò il ripiegamento da Sebha, dopo aver distrutto tutti i carri, per mancanza di carburante raggiungendo il 1º febbraio El Hamma, dove lo squadrone si riunì al proprio I Gruppo.
Sotto l'avanzata degli alleati Tripoli venne occupata dalle truppe della 8ª Armata britannica, che vi entrarono il 23 gennaio del 1943 e il 25 gennaio, abbandonata la Libia, le truppe italo-tedesche varcarono il confine con la Tunisia.
Il giorno seguente la caduta di Tripoli, dal fronte russo venne richiamato il generale Messe che venne nominato da Mussolini comandante delle forze italiane in Tunisia.
All'inizio del 1943, reparti del RECo, spingendosi ancora più in profondità fino a entrare in territorio algerino, si scontrarono con reparti cammellati con una serie di combattimenti in varie località, l'ultimo dei quali il 28 gennaio a O'Mellah e il 29 gennaio a El Hamadia.
Intanto elementi del 1º squadrone motociclisti, del comando "RECo Lodi", da Gabes, con arditi tedeschi, compirono un colpo di mano sulla stazione di Sened, altri, da Gabes, su azione studiata e propugnata da tempo dal colonnello Lequio, occuparono Gebel Orbata e Gebel Berda, per sbarrare, in varie località l'accesso a Gabes; continua fu poi l'azione esplorativa, per controllare e rendere inefficiente quella nemica ed efficace la lotta antiaerea di reparti del R.E.Co con l'abbattimento di un Lockheed P-38 Lightning e di un Bristol Beaufighter da parte di una squadra motociclisti del 2º squadrone, di un quadrimotore americano di nuovo tipo, da parte di un plotone cannoni da 20 mm c/a, il cui equipaggio venne interamente catturato prima che potesse distruggere l'aereo, proveniente dall'Algeria e diretto verso il Medio Oriente, con a bordo un apparecchio di puntamento di nuovo tipo, che fu trovato indenne e inviato al comando d'armata. Vennero anche abbattuti due caccia americani a Mezzauna, da un plotone da 20 mm a/a e un plotone di autoblindo combatté contro mezzi corazzati nemici nei pressi di Krechen.
A fine gennaio del 1943 i reparti del "Lodi" del settore di Gabes (comando R.E.Co 1º squadrone motociclisti, squadrone autoblindo, mezzo squadrone c/a da 20) passarono alle dipendenze della 50ª Brigata speciale di fanteria, in appoggio insieme al III Gruppo corazzato "Monferrato" al Raggruppamento sahariano "Mannerini" trasferendosi più a nord, nella zona di Triaga Fauconnerie; i reparti del I Gruppo, rimasti nella zona di Kebili, passarono alle dipendenze della Divisione corazzata "Centauro".
Il 23 febbraio 1943 i resti della Armata corazzata italo-tedesca vennero inquadrati nella nuova 1ª Armata Italiana, sotto il comando del generale italiano Giovanni Messe, mentre il Feldmaresciallo Rommel venne posto al comando di un nuovo gruppo di armate, destinato a coordinare le attività delle unità operanti in Nord Africa, denominato Heeresgruppe Afrika, che aveva alle sue dipendenze la 1ª Armata Italiana di Messe e la 5. Panzerarmee del generale tedesco von Arnim, che avrebbe partecipato a tutte le fasi della campagna fino alla resa in Tunisia.
L'iniziativa da parte tedesca di inviare nuovi reparti sul suolo africano venne presa nel novembre 1942, quando dopo la sconfitta di El Alamein e lo sbarco alleato in Algeria e Marocco l'OKW decise di creare un nuovo quartier generale denominato 5. Panzerarmee creata l'8 dicembre 1942 in Tunisia, a partire dal preesistente LXXXX.Armeekorps, al comando del generaloberst Hans-Jürgen von Arnim, con l'obiettivo di creare una testa di ponte in Tunisia per fronteggiare la minaccia proveniente sia da est sia da ovest, il cui quartier generale venne costituito l'8 dicembre 1942.
La battaglia di Kasserine vide impegnati, fra gli altri, tutti gli squadroni del "RECo Lodi", dalle operazioni preliminari fino alla fine dell'offensiva, che alle dipendenze, e in cooperazione con la 21. Panzer-Division, occuparono i passi di Kralif, di Rabeau, di Faid, base di partenza per l'attacco di Sidi Bou Zid, mentre il presidio di Kebili, con un reparto speciale e una compagnia di paracadutisti tedeschi, alle dipendenze della Divisione corazzata Centauro, concorse all'occupazione dell'importante centro di comando "Lodi" e il 1º squadrone motociclisti, che aveva seguito la 21ª Divisione corazzata tedesca, venne impiegato nella zona di Raban e Kralif. Tra il 10 e il 19 marzo l'attività esplorativa divenne ancora più attiva.
Il I Gruppo, alle dipendenze della "Centauro", si prodigava nella difesa di Gafsa e tra il 24 febbraio e il 17 marzo il 2° squadroni motociclisti e il plotone autoblindo controllavano giornalmente il nemico in varie località sulla strada di Sidi Bou Said.
Nella battaglia difensiva e controffensiva, svoltasi tra il 21 marzo e il 7 aprile, a est e a sud-est di El Guettar, si distinsero il 2 plotone autoblindo, che catturò numerose camionette autoblindate nemiche e i motocicl del 2° sqdrone che esplorarono la zona a difesa delle posizioni di Uadi Halfay.
Del I Gruppo, che aveva occupato Douz il 6 marzo, per impedire qualsiasi provenienza da ovest e da sud, Kebili il 10 marzo, portandosi poi a km 26 da El Hamma il 14 marzo, sottoposto a feroci bombardamenti aerei sino al 23 marzo neanche con artiglierie il 24 e il 25 marzo, pochi uomini riuscirono a salvarsi dall'offensiva della 8ª Armata britannica e quasi tutti caddero e vennero catturati. Il Gruppo venne ricostituito con i Gruppi corazzati "Nizza" e "Monferrato", con una batteria semoventi da 75/18 e una da 65 su autocarro Fiat 634 in cui l'affusto originale con il pezzo veniva installato sul telaio di una piattaforma, che ruotava su un sistema ricavato dall'anello di torretta del carro M13/40.
Il 9 aprile il ripiegamento della 5ª Armata tedesca a nord ha come conseguenza, l'aggiramento della 1ª Armata italiana; il RECO Lodi" sbarra le provenienze da Hammam Lif, sulla strada di Tunisi, con azioni ritardatrici, per coprire le retrovie della 1ª Armata.
Dopo la battaglia del Mareth e l'arretramento del fronte alla zona di Enfidaville le pattuglie di autoblindo del RECo hanno continuato nell'opera di contrasto all'avanzata nemica al pozzo di Bled Dicloula, ripiegando tra il 9 e il 12 aprile su Kairouan, quindi per Djebibina e Ben Saidana su Zaghouan; particolarmente da segnalare l'azione delle autoblindo del tenente Masprone e il plotone semoventi da 47/32 del sottotenente Birzio Biroli, che inflissero al nemico la perdita di 22 carri di vario tipo. Il I Gruppo con una brillante azione di sganciamento riuscì aripiegare, dalla zona di Alfaya verso Sfax, ma due ufficiali furono fatti prigionieri perché si erano attardati per recuperare un'autoblindo nemica da loro catturata; il plotone cannoni da 20, del tenente Guindani, coinvolto in aspra battaglia con una colonna tedesca, ebbe tutto il materiale distrutto e l'ufficiale riuscì a piedi, dopo due giorni, a raggiungere, coi superstiti, a Nebuel, il I Gruppo, del quale era rimasto solo il 2º squadrone motociclisti e un plotone cannoni da 20. Il 13 aprile il 2º squadrone motociclisti, con il plotone cannoni da 20, venne assegnato alla Divisione "Pistoia", a rinforzo del caposaldo di q. 362 (Gebel Gargi), a ovest di Tarhuna, col III Gruppo corazzato "Novara" ridotto ormai a una sezione mitraglieri. Il 19 aprile la 2ª Divisione neozelandese sferrò una violenta offensiva: il 2º squadrone motociclisti resistette, e ripiegando solo su ordine, dopo avere sofferto forti perdite, mentre il plotone cannoni da 20 cannoni da 20, per mancanza di munizioni, dovette distruggere le armi.
Il 21 aprile il I Gruppo rientrò nel RECo e il 22 aprile il comando della 1ª Armata decise di riunire al "RECo Lodi", che aveva perduto, in soli 5 mesi di lotta, il 50% del personale e il 60% del materiale, tutti i reparti corazzati esistenti in Tunisia, e assorbendo tutti gli elementi meccanizzati italiani il Reco passò agli ordini del Deutsches Afrikakorps per la difesa di Capo Bon.
Vennero costituiti due Gruppi tattici, assegnati uno alla Divisione "Giovani Fascisti", presso Bouficha, e uno alla Divisione "Pistoia", presso Saguaf, impegnati, dal 24 al 30 aprile, alle ali dello schieramento della grande unità, con un plotone motociclisti distaccato presso Hammamet, per difesa costiera.
Il 10 maggio Capo Bon viene investito da notevoli forze corazzate. Il R.E.Co. resiste, ma l'avanzata delle forze anglo-americane, ora sostenute anche da quelle francesi, superiori per uomini e mezzi, che provenivano contemporaneamente dalla Libia e dall'Algeria, causò gravissime perdite ai reparti italo-tedeschi e l’11 maggio 1943, dopo aver combattuto a nord ovest di Boufichia, sino a ogni possibilità umana, ciò che rimaneva del R.E.Co. fu annientato in durissimi combattimenti e il 13 maggio 1943 il RECo venne disciolto. Il Bollettino di guerra n.1083 del 13-14 maggio 1943 citò per nome il Raggruppamento Esplorante Corazzato (R.E.Co.) "Cavalleggeri di Lodi".
Dopo la caduta della Tunisia l’unico reparto del R.E.Co. rimasto sul suolo italiano era lo squadrone carri, che dopo al perdita dei suoi mezzi durante il trasporto verso la Tunisia, nel gennaio 1943 era stato trasformato in Squadrone autonomo autoblindo "Lodi", equipaggiato con autoblindo AB40. Nel luglio 1943 il reparto fu trasferito in Sicilia, dove nella notte tra il 10 e l’11 luglio impegnò combattimento contro le forze americane nei pressi dell’ingresso dell’abitato di Canicattì, dovendo successivamente ripiegare verso Agrigento per finire annientato da un attacco aereo. I membri superstiti degli equipaggi riuscirono ad attraversare lo stretto di Messina, ripiegando sul continente.
Dopo la firma dell’armistizio dell’8 settembre, per ordine del Maresciallo Giovanni Messe il 19 luglio 1944 fu costituito il 15º Reparto salmerie da combattimento, la cui 2ª Sezione, al comando del sottotenente Pasquale Vitale, ricevette la denominazione di "Cavallereggi di Lodi".  Tale unità fu citata in un Bollettino di guerra emesso da Radio Londra nel corso del febbraio 1945.

### L'attività tra il 1952 e il 1995
Il 6 marzo 1952 a Montorio Veronese fu costituito lo Squadrone Cavalleria Blindata "Cavalleggeri di Lodi" equipaggiato con le autoblindo M8 Greyhound e inquadrato nella ricostituita Divisione corazzata "Centauro". Il 1 ottobre 1956 fu trasformato in XV Gruppo Squadroni Esplorante "Cavalleggeri di Lodi" su due squadrorni spostando la sede presso la Caserma "Cavalli" di Novara e ricevendo in dotazione, oltre alle autoblindo, i carri leggeri M24 Chaffee e successivamente VTT M113.  Nel 1962 venne costituito il 3º Squadrone carri equipaggiato con i carri medi M47 Patton, e nell’ottobre 1964 il reparto assunse il ruolo di Gruppo Squadroni Esplorante (G.E.D.), assumendo la denominazione di XV Gruppo Squadroni Esplorante "Cavalleggeri di Lodi" e trasferendosi presso il comprensorio militare di Lenta (VC).

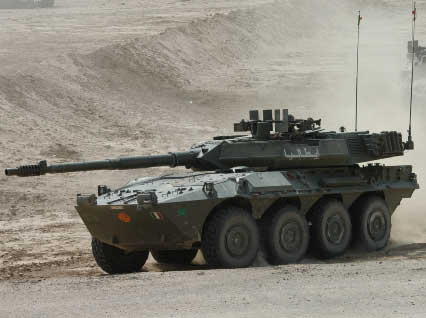
Un'autoblindo pesante B-1 Centauro fotografata di lato.

Nel 1968 il reparto partecipò alle operazioni di soccorso alle popolazioni dell'alto vercellese colpite da una alluvione, distinguendosi particolarmente a Valle Mosso, Mosso Santa Maria e Pistolesa, tanto da meritarsi una Medaglia di bronzo al valor civile. Nel 1975, con la prima ristrutturazione dell’esercito italiano, il reparto assume la denominazione di 15º Gruppo Squadroni "Cavalleggeri di Lodi". Nel 1980 prese parte alle operazioni di soccorso alle popolazioni dell’Irpinia colpite dal terremoto.
Nel 1981 il Gruppo Squadroni prese parte alla grande esercitazione "Centauro 81" e nel 1983 dopo aver inizialmente contribuito con un considerevole numero di volontari al rafforzamento del 2º Battaglione bersaglieri "Governolo" inviato in Medio Oriente per la Missione Italcon Libano, dal marzo al dicembre dello stesso anno alimentò per tre turnazioni il plotone esploratori del contingente italiano in Libano. Tale reparto era equipaggiato con 2 autoblindo Fiat 6616, 5 VTT ruotato FIAT 6614 e 15 autocarri.
Trasformato in Gruppo Squadroni Carri, nel 1986, a seguito dello scioglimento del comando Divisione "Centauro", l'unità passa alle dipendenze della Brigata meccanizzata "Brescia" con la quale rimase fino al 6 settembre 1991 allorché, riassunto il rango reggimentale, viene posta alle dirette dipendenze del comando del 3º Corpo d'armata.
Nel giugno 1994 il reggimento partecipa all’Operazione Vespri siciliani, dislocandosi a Catania,. Poco dopo riceve in dotazione le autoblindo pesanti OTO-Melara B-1 Centauro.
Il 29 ottobre 1995, nonostante il disappunto dell'Amministrazione Comunale di Lenta, e di parte della popolazione, viene disposto lo scioglimento del reggimento attuato il 31 dello stesso mese. Lo stendardo del reggimento è stato depositato il 16 novembre dello stesso anno presso Sacrario delle Bandiere che si trova presso il Vittoriano, a Roma.

### La ricostituzione nel 2019
Il 10 dicembre 2019 lo stendardo del Reggimento lascia il Sacrario delle Bandiere per essere trasferito alla caserma "Nacci" di Lecce dove il Reggimento Cavalleggeri di Lodi (15°) si ricostituisce il 10 gennaio 2020 a seguito della soppressione del 31º Reggimento carri in seno alla Brigata meccanizzata "Pinerolo".

## I Comandanti dei "Cavalleggeri di Lodi
Cavalleggeri di Lodi (11°)
- colonnello Giacinto Felice Manuel di San Giovanni (1869-1871)

Cavalleggeri di Lodi (4°)
- colonnello Carlo Vicario di San Agabio[10] (1861-1869)

15º Reggimento di Cavalleria (Lodi)
- colonnello Ippolito Martin di Montù Beccaria[10] (1869-1878)

Reggimento di Cavalleria "Lodi" (15°)
- colonnello Luigi Govone[12] (1878-1885)
- colonnello Giuseppe Lamberti di Castelletto[12] (1885-1891)
- colonnello conte Valfrè di Bonzo[64] (1891-1895)
- colonnello Carlo Grotti de Rossi di Castiglione[64] (1895-1898)

Reggimento "Cavalleggeri di Lodi" (15°)
- colonnello Ferdinando Brunati[65] (1898-1900)
- colonnello Francesco Pepe[65] (1900-1904)
- colonnello Stefano Orsi Bettolini di Pescia[66] (1904-1905)
- colonnello barone Arturo Cantoni[66] (1905-1909)
- colonnello Guglielmo Cerqua[66] (1909-1912)
- colonnello Mario Schiffi[66] (1912-1915)
- colonnello Roberto Brussi[67] (1915-1916)
- colonnello Roberto Amato[67] (1916-1917)
- colonnello Carlo Capponi Trenca[68] (1917-1920)

R.E.Co. "Cavalleggeri di Lodi" (15°)
- colonnello Tommaso Lequio di Assaba (1942-1943)

Squadrone Cavalleria Blindata "Cavalleggeri di Lodi" (15°)
- capitano Girolamo de Marco (1952-1953)
- capitano Angelo Contini (1953-1956)

Gruppo Squadroni "Cavalleggeri di Lodi" (15°)
- tenente colonnello Francesco Caputo (1956-1958)
- maggiore Augusto Menzio (1958-1959)
- maggiore Giuseppe Veneziani Santonio (1959-1960)
- maggiore Eugenio Arrighi (1960-1962)
- maggiore Andrea Manganaro (1962-1963)
- maggiore Umberto Cersosimo (1963-1964)

Gruppo Esplorante Divisionale "Cavalleggeri di Lodi" (15°)
- tenente colonnello Fausto Albano[52] (1964-1966)
- maggiore Vittorio Panetta[52] (1966-1967)
- tenente colonnello Alberto Tusini Cottafavi[52] (1967-1969)
- maggiore Carlo De Virgilio[52] (1969-1972)
- tenente colonnello Giancarlo Fassio (1972-1974)

15º Gruppo Squadroni "Cavalleggeri di Lodi"
- tenente colonnello Enrico Battaglia (1974-1976)
- tenente colonnello Gioacchino Forzano[53] (1976-1978)
- tenente colonnello Giovanni Livraghi[53] (1978-1980)
- tenente colonnello Nicola Bari (1980-1982)
- tenente colonnello Emilio Siliquini[69] (1982-1984)
- tenente colonnello Angelo Tozzi[70] (1984-1985)
- tenente colonnello Massimo Dal Piaz[70] (1985-1986)

15º Gruppo Squadroni Carri "Cavalleggeri di Lodi"
- tenente colonnello Pier Lamberto Negroni[71] (1986-1988)
- tenente colonnello Umberto De Luca[71] (1988-1991)

15º Reggimento "Cavalleggeri di Lodi"
- colonnello Franco Apicella[72] (1991-1992)

Gruppo Squadroni Carri "Cavalleggeri di Lodi" (15°)
- colonnello Umberto De Luca[72] (1992-1994)
- colonnello Giuseppe Roca[72] (1994-1995)

 Reggimento "Cavalleggeri di Lodi"(15º) 
- colonnello Francesco Antonio Serafini (2020-2021)
- colonnello Lorenzo Urso (2021-2023)
- colonnello Alessandro Gabelloni (2023-2024)
- Colonnello Giuseppe De Blasi (in servizio)[73]

## Simboli

### Descrizione araldica dello stemma
Scudo: nella prima partitura figura l’Arme di Savoia, nella seconda quella della Città di Lodi. Il tutto abbassato al capo d’argento a ricordo delle Medaglie d’Argento al V.M. concesse allo Stendardo. In corrispondenza del cantone destro e sinistro del capo, due fiamme nere a tre punte, bordate di rosso, sintetizzano i colori del Corpo.
Ornamenti esteriori: sullo scudo corona turrita d'oro, accompagnata sotto da tre nastri azzurri annodati bordati d'argento, indicativi delle ricompense al Valor Militare che fregiano lo Stendardo. Sotto lo scudo su lista bifida d'oro, svolazzante, con la concavità rivolta verso l'alto, il motto: Lodi s'immola. Ornamenti: Dallo scudo si dipartono i tre nastri azzurri, bordati d’argento.

### Musiche reggimentali
Il Marchese Dr. Bruno de Martinez La Restia donò al reggimento uno spartito musicale intitolato L'Attacco di Cavalleria, scritto dal maestro A. Leonhardt, che era stato edito nel 1912 dalla A & G Carisch & C. di Milano.  Sullo spartito per pianoforte spiccava la dedica a stampa: al Valoroso Reggimento Cavalleggeri di Lodi ed al nuovo Comandante Col. C. Cerqua.
Negli anni ottanta del XX secolo venne trascritto per la fanfara reggimentale a cura del Maestro Leandro Bertuzzo che, finanziato con propri fondi dal capitano Ernesto Roberto Curti, e patrocinato da “Lodi”, incise un disco a 33 giri con le musiche di cavalleria, avente sulla copertina lo “Stendardo dei Cavalleggeri di Lodi”, creato dal pittore milanese Francesco Gonzaga. A partire dal 1982 il reggimento lo adottò come inno ufficiale, suonandolo in tutte le manifestazioni ufficiali fino allo scioglimento del reggimento.